# Guarene
Guarene (Guaren-e in piemontese) è un comune italiano di 3 531 abitanti della provincia di Cuneo in Piemonte. 
Fa parte della delimitazione geografica del Roero e confina con la vicina città di Alba, capitale del territorio delle Langhe e del Tartufo Bianco.

## Storia

### Simboli
Lo stemma e il gonfalone del Comune di Guarene sono stati concessi con decreto del presidente della Repubblica del 5 luglio 1952.
Lo stemma si può blasonare:
Il gonfalone è un drappo di rosso.

Lo stemma descritto nelle linee precedenti

## Monumenti e luoghi d'interesse

### Castello
Strategicamente importante, il maniero fu oggetto di contese nel corso dei secoli. All'inizio del XVIII secolo venne distrutto e sulle rovine fu innalzata l'attuale costruzione, improntata al classicismo dello Juvarra su disegno del conte Giacinto Roero.

### Fondazione Sandretto Re Rebaudengo
Guarene ospita la prima sede della Fondazione Sandretto Re Rebaudengo, aperta nel 1997, nell'omonimo palazzo che si affaccia sulla centrale Piazza Roma. Edificio settecentesco restaurato e trasformato in spazio espositivo, ospita mostre, convegni, seminari e laboratori didattici.
Nel 2019 la Fondazione ha inaugurato il Parco d'Arte della Collina di San Licerio, primo esempio di Land Art in Langhe e Roero. Il parco è gratuito e aperto al pubblico tutti i giorni dell'anno.

### Architetture religiose
- Chiesa della Santissima Annunziata
- Chiesa di San Michele
- Chiesa di San Rocco
- Chiesa parrocchiale dei Ss Pietro e Bartolomeo

### Architetture civili
- Pinacoteca Comunale del Roero
- Palazzo Comunale
- Paramuro (passeggiata panoramica con vista su Alba e Langhe edificata sulle antiche mura del paese)

## Società

### Evoluzione demografica
Abitanti censiti

### Etnie e minoranze straniere
Secondo i dati Istat al 31 dicembre 2017, i cittadini stranieri residenti a Guarene sono 329, così suddivisi per nazionalità, elencando per le presenze più significative:
1. Romania, 136
2. Marocco, 62
3. Repubblica di Macedonia, 45

## Economia
Si trova in territorio a grande vocazione turistica nel comprensorio di Langhe, Monferrato e Roero. Nel 2019 è diventato Comune Bandiera arancione del Touring Club Italiano, nel 2021 ha ottenuto il riconoscimento di Spiga Verde, mentre nel 2023 è inserito nella ristretta cerchia dei Borghi più belli d'Italia.
Il tessuto imprenditoriale conserva una forte vocazione alla coltivazione di prodotti agricoli di qualità dai quali si ottengono vini pregiati (Barbera d'Alba, Roero (vino), Roero Arneis, Dolcetto d'Alba ) e produzioni frutticole tipiche, ad esempio la Pera madernassa, la cui coltivazione nacque proprio a Guarene negli ultimi anni del 1800. 
Nel comune hanno sede anche numerose aziende di piccola e media grandezza, concentrate nelle zone industriali di pianura.

## Amministrazione
Di seguito è presentata una tabella relativa alle amministrazioni più recenti che si sono succedute in questo comune.
| Periodo        | Periodo        | Primo cittadino     | Partito                         | Carica  | Note  |
| -------------- | -------------- | ------------------- | ------------------------------- | ------- | ----- |
| 12 giugno 1985 | 21 giugno 1990 | Adriano Bongiovanni | Democrazia Cristiana            | Sindaco | [ 8 ] |
| 21 giugno 1990 | 24 aprile 1995 | Adriano Bongiovanni | Democrazia Cristiana            | Sindaco | [ 8 ] |
| 24 aprile 1995 | 14 giugno 1999 | Emilio Cravanzola   | -                               | Sindaco | [ 8 ] |
| 14 giugno 1999 | 14 giugno 2004 | Emilio Cravanzola   | -                               | Sindaco | [ 8 ] |
| 14 giugno 2004 | 8 giugno 2009  | Carla Boffa         | lista civica                    | Sindaco | [ 8 ] |
| 8 giugno 2009  | 27 maggio 2014 | Franco Artusio      | lista civica                    | Sindaco | [ 8 ] |
| 27 maggio 2014 | 26 maggio 2019 | Franco Artusio      | lista civica: uniti per Guarene | Sindaco | [ 8 ] |
| 27 maggio 2019 | "in carica"    | Simone Manzone      | lista civica: SiAmo Guarene     | Sindaco | [ 8 ] |

## Galleria d'immagini

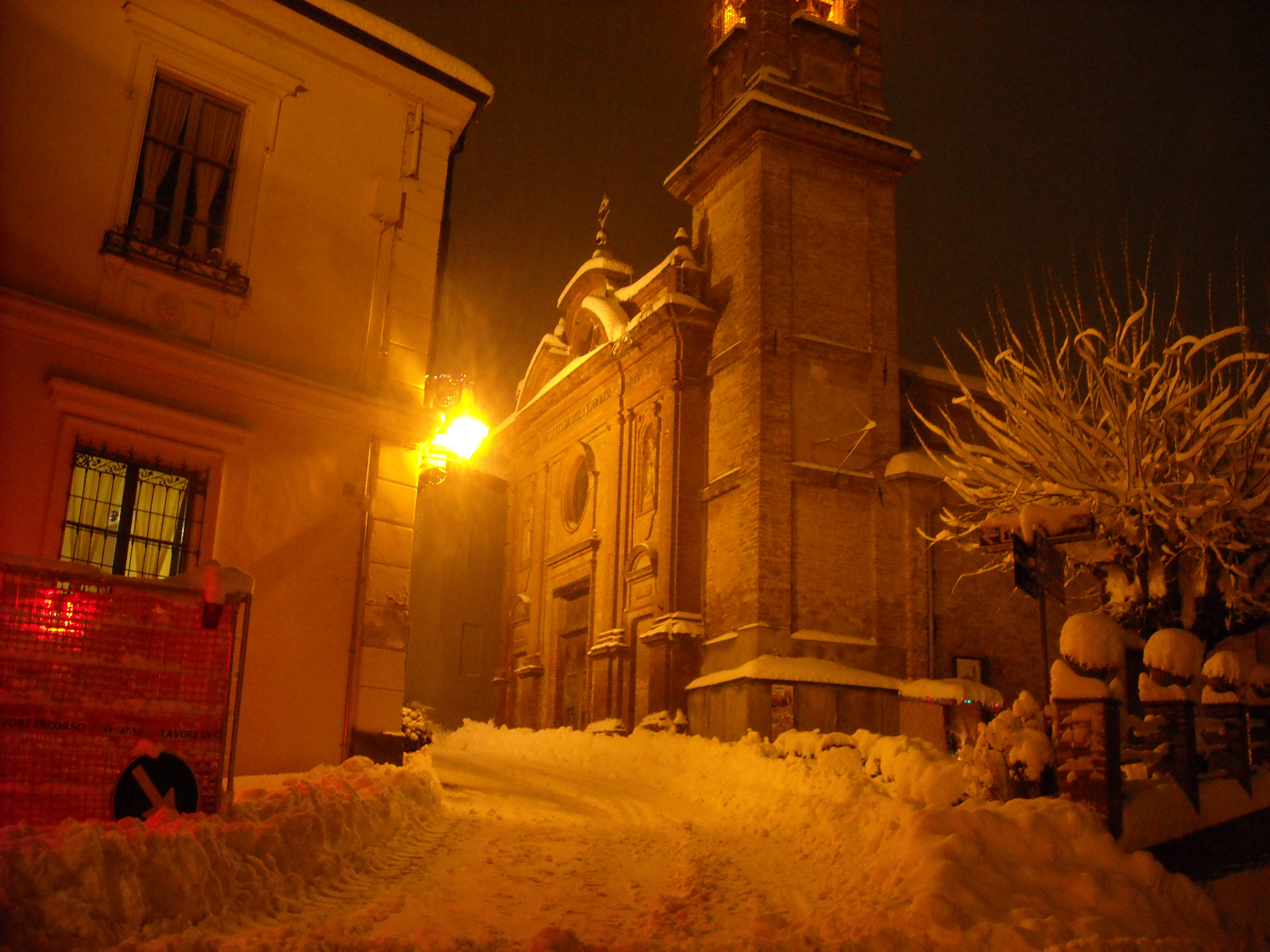
Chiesa di San Michele
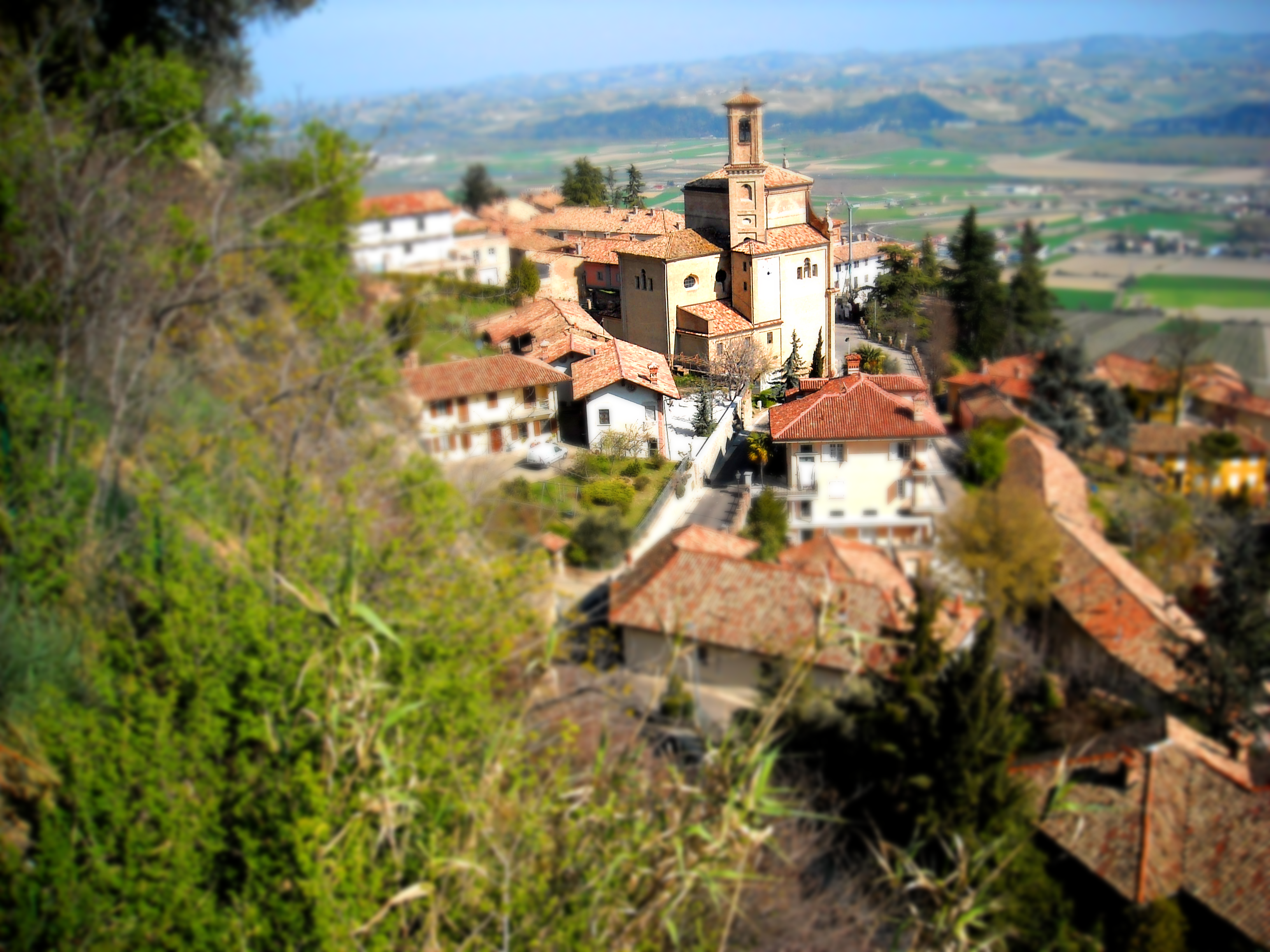
Chiesa della SS Annunziata
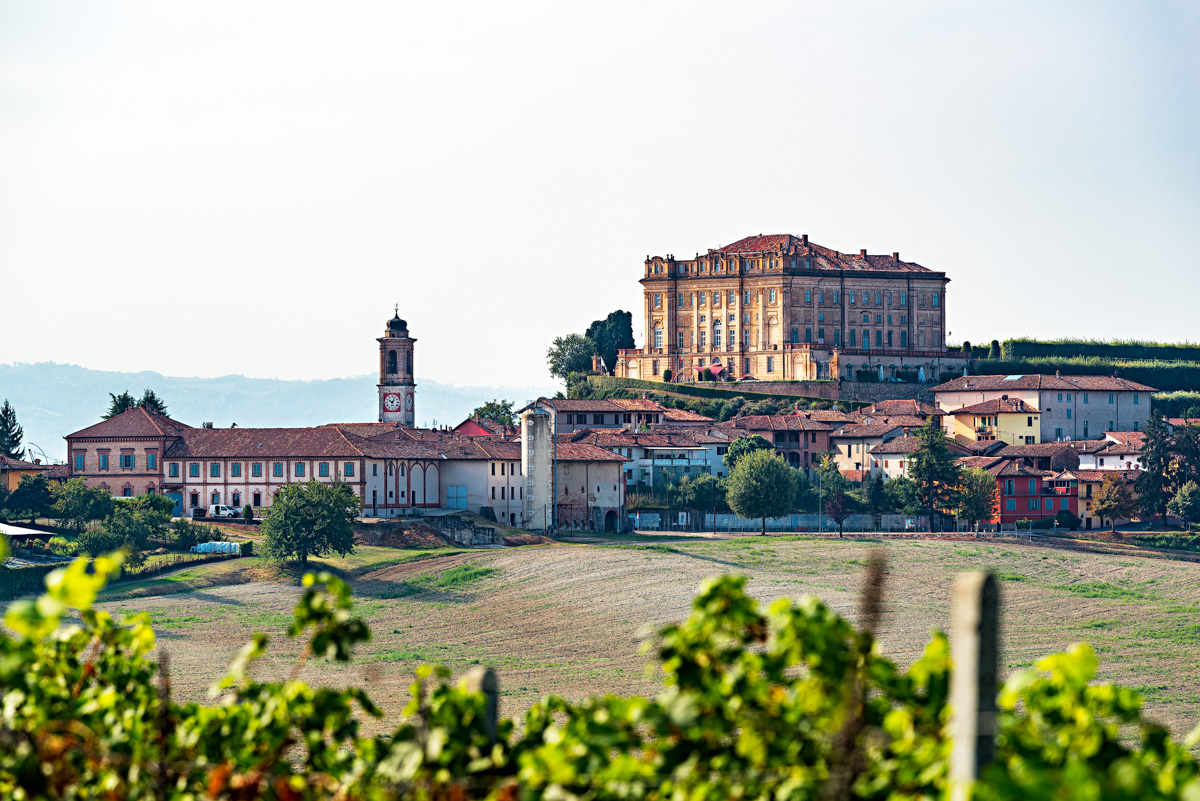
Veduta del Castello
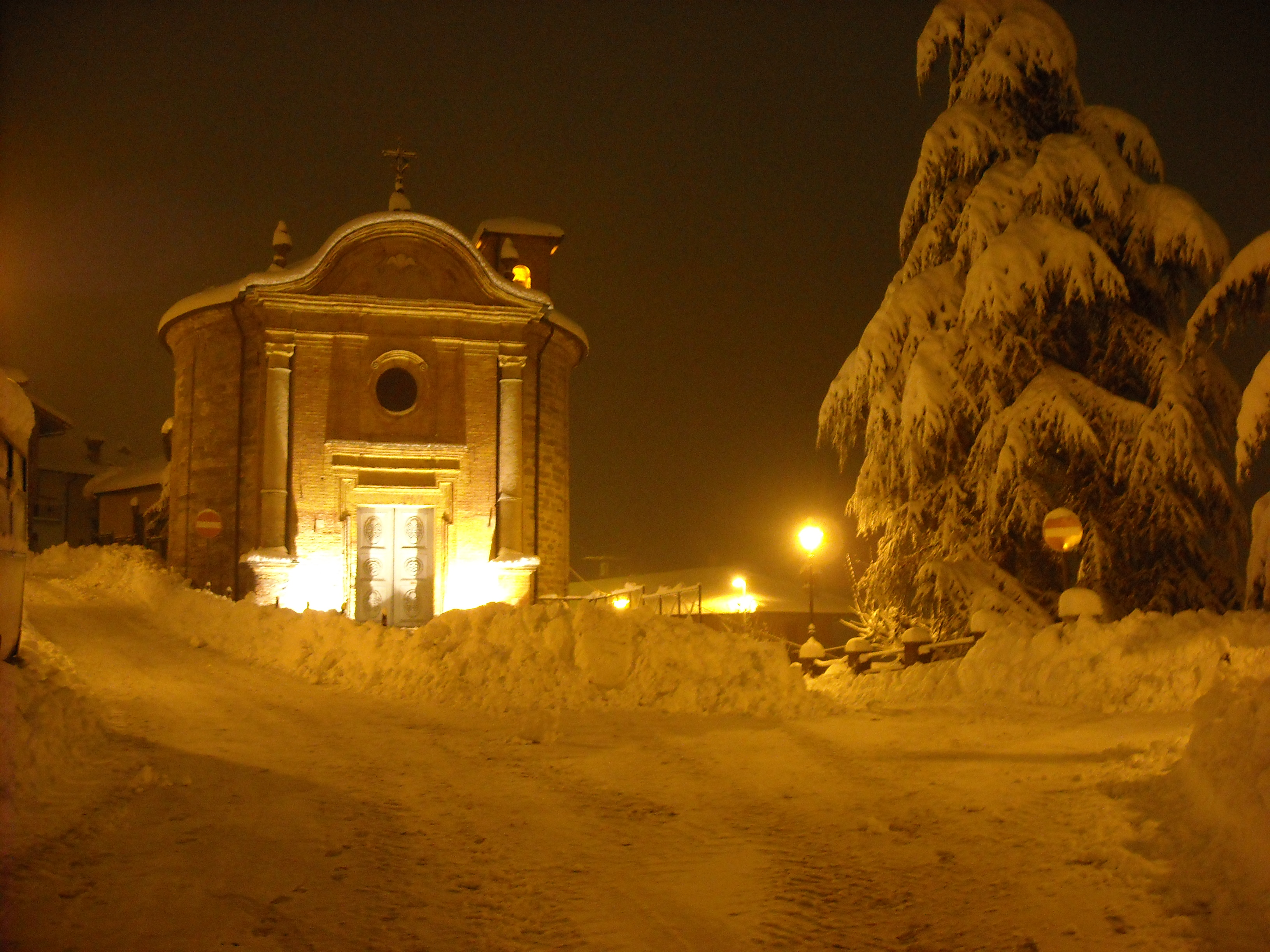
Chiesa di San Rocco